# ササキスポーツ

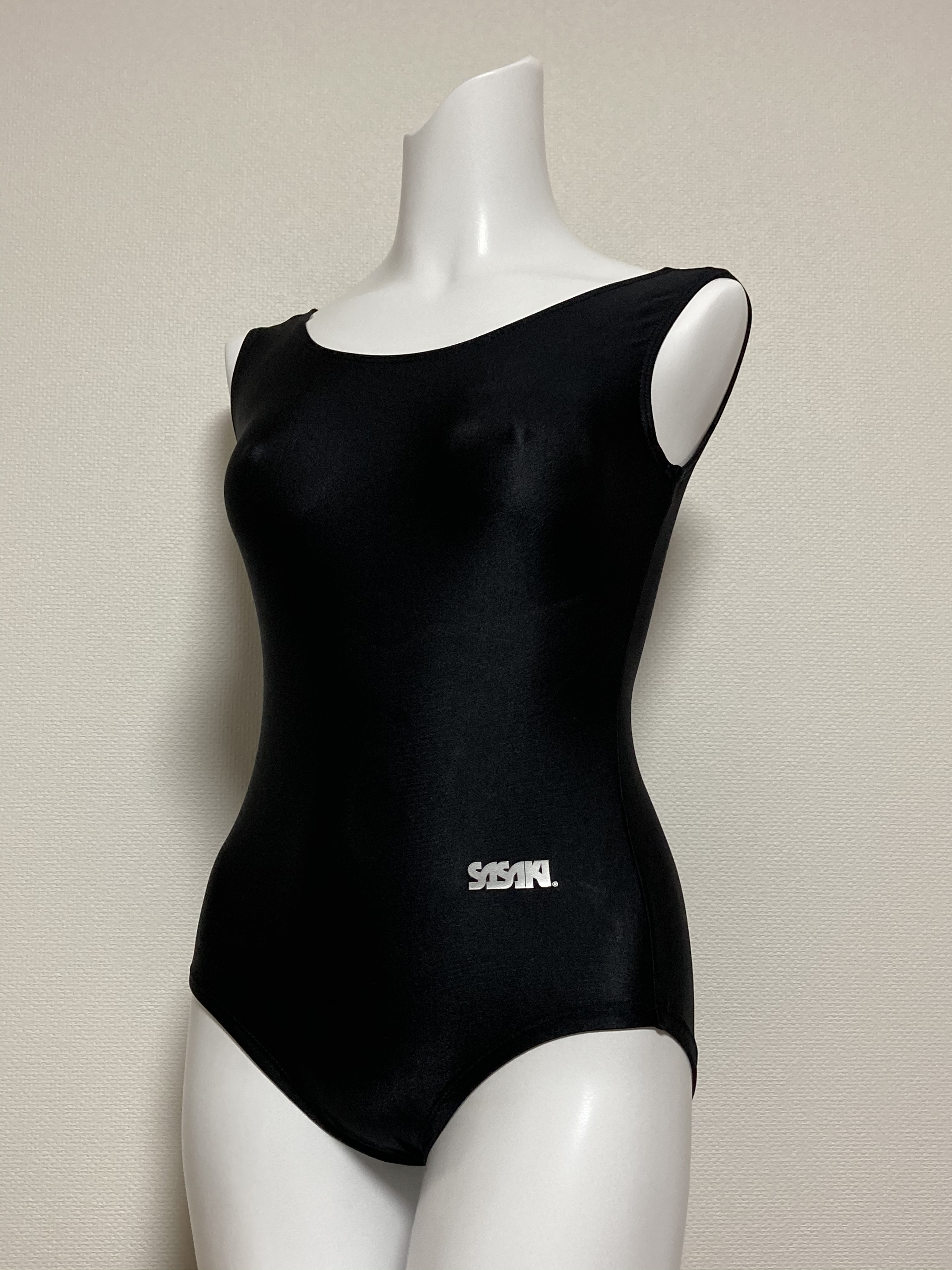
SASAKI レオタード

株式会社ササキスポーツ（英: SASAKI SPORTS INC.）は、東京都世田谷区池尻にある企業。体操競技、新体操競技用の衣装、器具などの製造、販売を手がける。

## 概要
東京都世田谷区池尻3丁目15番3号に本社を置く。関西のエスエスケイや、東京都江戸川区中葛西および岩手県陸前高田市にある同じ社名の企業とは別の企業である。
1957年3月、日本体育大学の売店として創業。法人としての創立は1962年2月である。1995年6月、本社を池尻2丁目から3丁目に移転した。
「SASAKI」のブランド名で体操競技、新体操競技における器具、手具、衣装の他、各種スポーツウェア等の製造、販売を行う。日本国内外の体育関連協会および団体からの推薦、認定を受けており、オリンピック選手に試合着を提供している。
レオタードは1960年のローマオリンピックにおいて、体操の日本代表選手に提供したのが始まり。当時、既に海外ではレオタードの着用が見られたが、日本では上下セパレート型のユニフォームが主流だった。ササキは日本体育大学からの要望をきっかけにレオタードの研究、開発を始めた。
1969年、新体操選手に対してもレオタードの提供を開始。1990年代には衣装に手染めの技術を導入した。プリント技術に対してコストが高く、大量生産に向いていないものの、大手メーカーには無い独自性を持たせている。

## 事業所
- 本社：〒154-0001 東京都世田谷区池尻3丁目15番3号
- 店舗・売店：
  - PAS à PAS（パザパ）原宿ササキ:東京都渋谷区神宮前1-19-11
  - 日本体育大学 深沢売店：東京都世田谷区深沢7-1-1
  - 日本体育大学 健志台売店：神奈川県横浜市青葉区鴨志田町1221-1
  - 東京女子体育大学売店：東京都国立市富士見台4-30-1